# Teresa Aguilar Suro
Teresa Aguilar Suro (1931-2017) fue una pintora y directora de galería mexicana nacida en la ciudad de Guadalajara, Jalisco, México.
Estudió arte en la Academia de San Carlos en la Ciudad de México durante tres años durante la década de 1950. Fue formalmente la directora de la Galería del Claustro de Sor Juana.
Fue miembro activo de la Sociedad Mexicana de Artistas de Acuarela (Sociedad Mexicana de Acuarelistas).Su obra de arte está incluida en la colección permanente del Banco Nacional de México.